# Mouloud Feraoun
Mouloud Feraoun, född 8 mars 1913 i Tizi Hibel, Kabylien, Algeriet, död 15 mars 1962, var en algerisk franskspråkig författare som mördades av de franska OAS den 15 mars 1962. Några av hans böcker har översatts till andra språk, såsom engelska och tyska. 

## Biografi
Mouloud Ait Chabane föddes 8 mars 1913 i byn Tizi-Hibel i provinsen Tizi Ouzou. Familjen  Ait Chabane är fattiga bönder som fick åtta barn. Mouloud är tredje barnet och den första sonen. Fadern var ofta gästarbetare i Frankrike för att försörja familjen. Mouloud började skolan vid sju års ålder och registrerades då med efternamnet Feraoun. År 1928 börjar han på gymnasiet och efter examen sökte han in på L’Ecole Normale de la Bouzaréa i provinsen Alger. Där träffar han författaren Emmanuel Roblès.
Efter lärarutbildningen återvänder Feraoun till Tiki-Hibel och blir lärare. Han gifter sig med sin kusin Dehbia blir far till sju barn. År 1952 blir Feraoun rektor för en skola i L'Arbaa Naït Irathen. Han börjar korrespondera med Albert Camus.

## Algeriets befrielsekriget
Under Algerietrevolten beskriver Feraoun vad han ser och hör i sin dagbok. Han skriver lugnt och sakligt, med en underton av bitterhet för att världen inte protesterar mot Frankrikes massakrer och tortyr. Detta sker samtidigt som Ungernrevolten 1956, då Europas länder tog emot flyktingar med öppna armar.
| ”                                    | Varför har jag skrivit från dag till dag om det inte var för att vittna för världen om det lidande och olycka som kretsar omkring mig. Under snart tio år kunde jag ha dött närsomhelst, men jag fortsätter att skriva om de som lider och dör och inte kan berätta om det de varit med om. | „ |
| – Mouloud Faraoun, Dagbok 1955–1962. | |   |

Den 5 mars 1962 arresteras skolinspektören Max Marchand, Mouloud Feraoun och fyra lärarkollegor av OAS. De mördas fyra dagar innan vapenvilan träder i kraft.

## Priser och utmärkelser
- 1950 Grand Prix de la ville d'Alger. Algers stora litteraturpris.
- 1953 Prix du roman populiste, Franskt litteraturpris.